# Walsenburg
Walsenburg est une ville américaine, siège du comté de Huerfano, situé au sud de Pueblo, dans l'État du Colorado.
D'abord appelée Plaza de los Leones, en référence à l'un de ses premiers habitants Miguel Antonio Leon, la ville adopte son nom actuel en l'honneur de Fred Walsen.

## Démographie
Selon le recensement de 2010, Walsenburg compte 3 068 habitants. La municipalité s'étend sur 3,17 milles carrés (8,21 km2).
| 1880 | 1890 | 1900  | 1910  | 1920  | 1930  |
| ---- | ---- | ----- | ----- | ----- | ----- |
| 377  | 928  | 1 033 | 2 423 | 3 565 | 5 503 |

| 1940  | 1950  | 1960  | 1970  | 1980  | 1990  |
| ----- | ----- | ----- | ----- | ----- | ----- |
| 5 855 | 5 596 | 5 071 | 4 329 | 3 945 | 3 300 |

| 2000  | 2010  | - | - | - | - |
| ----- | ----- | - | - | - | - |
| 4 182 | 3 068 | - | - | - | - |